# Ломакін Олександр Леонідович
Олександр Леонідович Ломакін (нар. 7 червня 1952, Горлівка, Сталінська область, УРСР) — радянський футболіст, захисник та нападник.

## Життєпис
На рівні команд майстрів дебютував 1970 року у вищій лізі чемпіонату СРСР у складі мінського «Динамо», але практично весь час грав за дубль, двічі досягав позначки 10 голів за сезон у першості дублерів. За основну команду найуспішнішим для Ломакіна став сезон 1972 року, в якому він провів 12 матчів та відзначився голом — на 76-ій хвилині домашнього матчу з ленінградським «Зенітом» 4 червня 1972 року (2:0, перший гол на рахунку Едуарда Малофєєва). 
У 1974 році переїхав до Саратовської області, де грав за команди Балаково й Саратова.
У 1976-1977 роках знову грав в мінському «Динамо» у вищій і першій лігах. Закінчував грати на професіональному рівні в Могильові. З 1980 по 1981 рік грав за борисовське БАТЕ у чемпіонаті Білоруської РСР.
Всього у вищій лізі СРСР зіграв 33 матчі та відзначився 2-ма голами.
Олександр Ломакін був універсальним футболістом, виступав як в обороні, так і в нападі.